# Ludolf von Wedel-Parlow
Ludolf von Wedel-Parlow (* 17. Januar 1890 in Kassel; † 13. Dezember 1970 in Heiligkreuzsteinach) war ein deutscher Literaturwissenschaftler.

## Leben
Ludolf von Wedel-Parlow war ein Sohn des Verwaltungsbeamten Moritz von Wedel-Parlow und der Ottonie Malcolm, einer Enkelin des Marineoffiziers Charles Malcolm. Er besuchte eine Volksschule in Köslin und bis zum Abitur 1911 das Wilhelmsgymnasium in Kassel. Nach einer Landwirtschaftslehre trat er 1913 als Einjährig-Freiwilliger in das Dragoner-Regiment Nr. 5 in Hofgeismar ein, mit dem er, zuletzt als Oberleutnant, am Weltkrieg teilnahm. Ein 1924 in München aufgenommenes Studium der Germanistik beendete er 1927 mit der Promotion. 1928 wurde er für neuere deutsche Literaturgeschichte an der Universität Würzburg habilitiert, an deren Philosophischer Fakultät er anschließend als Privatdozent lehrte. Im Zweiten Weltkrieg leistete er als Rittmeister bis zu seiner UK-Stellung 1942 erneut Wehrdienst. 
Seit 1934 war er Besitzer des Rittergutes Polßen in der Uckermark und übernahm 1941, als Erbe seines Bruders Christian-Otto, außerdem das Gut Neuperstein in Böhmen. Seit den Enteignungen des Jahres 1945 war er Privatgelehrter und lebte, wie bereits nach dem Ersten Weltkrieg, in Heiligkreuzsteinach.
In seiner 1915 mit Maria Freiin Stockhorner von Starein, einer Enkelin des Theaterintendanten Alfred von Wolzogen, geschlossenen Ehe hatte er vier Kinder. Seit 1930 war er mit Afra Freiin von Dungern verheiratet, einer Tochter des Jagdschriftstellers Otto von Dungern-Oberau. Einer von drei Söhnen aus dieser Ehe ist der Volkswirt und Autor Wolf Christian von Wedel Parlow.

## Veröffentlichungen
- "Die Jüdin von Toledo" und "Kaiser Karls Geisel". Eine stilvergleichende Betrachtung. [Diss.]. Hahn, Heidelberg 1927.
- Grillparzers Jugendwerke. [Habil.]. Metzler, Stuttgart 1928.
- Grillparzer. E. Bechstein, Wertheim am Main 1932.
- Und immer kann ich nur Dein Lob verkünden. Gedichte. Scherpe, Krefeld 1946.
- Die Wedel in acht Jahrhunderten. Aus der Geschichte eines alten Geschlechts. Universitätsdruckerei H. Stürtz, Würzburg 1951. Erneut abgedruckt in: Dietrich v. Wedel (Hrsg.), Die Wedel. Eine kleine Familiengeschichte. Poppen & Ortmann, Freiburg im Breisgau 2013.
- (Hrsg.) Wedelsche Häuser im Osten. C. L. Mettcker & Söhne, Jever 1961.